# Joey Buttafuoco
Joseph A. Buttafuoco, född 11 mars 1956, är en bilverkstadsägare från Long Island som hade en sexuell relation med den minderåriga Amy Fisher, som därefter sköt hans fru, Mary Jo Buttafuoco, i ansiktet. Nyhetspressen gav Fisher namnet "The Long Island Lolita".
Buttafuoco erkände sig senare skyldig till lagstadgad våldtäkt och avtjänade fyra månader i fängelse.

## Tidigt liv
Buttafuoco tog examen från Massapequa High School.

## Skjutningen
Den 19 maj 1992 åkte Amy Fisher till Joey Buttafuocos hus och informerade hans fru Mary Jo Buttafuoco om hans otrohet. Amy Fisher sköt sedan Mary Jo Buttafuoco i höger sida av ansiktet. Fisher hade kommit till Buttafuocos hus och konfronterat Mary Jo Buttafuoco om Joey Buttafuoco, med vilken hon hade haft ett sexuellt förhållande med sedan juli 1991, efter att Fisher lämnat in sin bil på Buttafuocos bilverkstad i Baldwin, Nassau County, New York. 
När Mary Jo öppnade dörren, poserade Fisher som sin egen (fiktiva) syster Ann Marie, och visade som bevis på affären upp en T-shirt som Joey hade gett henne med verkstadens logotyp på. Konfrontationen på verandan eskalerade, och när Mary Jo krävde att Fisher skulle gå därifrån och sedan vände sig för att gå in i huset och ringa Joey, sköt Fisher henne i ansiktet med en halvautomatisk pistol på 0,25 kaliber. När Mary Jo återvände medvetandet, identifierade hon Fisher som sin anfallare.
Utredningen av händelsen och de efterföljande rättsfallen involverade en serie motstridiga påståenden och fick betydande nyhetstäckning i ett flertal kanaler.
Buttafuocos advokat hävdade att Buttafuoco aldrig var involverad med Fisher och att hon hade hittat på affären, medan Fishers advokat framställde Fisher som ett offer som Buttafuoco manipulerade till skjutningen.
Efter Fishers dom åtalades Buttafuoco på 19 punkter för lagstadgad våldtäkt, sodomi och för att ha äventyrat ett barns välfärd. Till en början erkände han sig inte skyldig. Han ändrade senare sitt erkännade till skyldig, och medgav att han hade sex med Fisher när hon var 16 år och att han hade känt till hennes ålder vid den tiden. Han dömdes till sex månaders fängelse och släpptes efter att ha avtjänat fyra månader och nio dagar av domen.
Efter hans frigivelse från fängelset flyttade Joey och Mary Jo Buttafuoco till Kalifornien, där Mary Jo lämnade in skilsmässodokument i Ventura County Superior Court den 3 februari 2003.

## Orelaterade domar
Buttafuoco har dömts för följande brott sedan skjutningen 1992: 
- 1995 fälldes han för kopplingar till prostitution, och bötfälldes och placeras på skyddstillsyn i två år.[10]
- År 2004 dömdes han till ett års fängelse och fem års skyddstillsyn efter att ha blivit dömd för försäkringsbedrägeri. Som en del av straffet är han förbjuden att arbeta i bilverkstadsindustrin i Kalifornien resten av sitt liv.[11]
- I augusti 2005 anklagades han för olagligt innehav av ammunition, då en dömd brottsling inte har tillåtelse att äga ammunition enligt lag. Övervakare hittade ammunitionen under en sökning i hans hem. Han började avtjäna sin fängelsedom den 8 januari 2007.[12] Han släpptes den 28 april 2007.[13]

## I populärkultur
- I TV-serien Vänner, i avsnittet The One with Rachel's New Dress (säsong 4, avsnitt 18), då Chandler och Joey diskuterar kända personer med namnet "Joey", säger Chandler att den ende sanne kända personen med namnet Joey är Joey Buttafuoco.[14]

- I TV-serien How I Met Your Mother, i avsnittet Stuff (säsong 2, avsnitt 16), då alla diskuterar Marshalls byxor säger Robin att hon inte vill att en 16-åring blir kär i honom och skjuter Lily, vilket refererar till Buttafuoco och Fisher.